# Soumaya Ouerghi
Soumaya Ouerghi est une joueuse et entraîneuse tunisienne de football.

## Carrière
Ouerghi évolue pendant sa carrière de joueuse au poste de gardien de but. Elle joue à l'Association sportive féminine du Sahel, avec laquelle elle remporte notamment en 2009 le championnat féminin des clubs champions de l'Union nord-africaine de football, dont elle est élue meilleure gardien de but, puis avec l'Institut supérieur du sport et de l'éducation physique du Kef. Elle est également à cette époque titulaire en équipe de Tunisie.
Après sa carrière, elle devient entraîneur. En 2015, elle est l'entraîneur des gardiens de la sélection féminine tunisienne.